# 2006 en Iran
Chronologie de l'Iran
- 2002
- 2003
- 2004
- 2005
- 2006
- 2007
- 2008
- 2009
- 2010

Cet article traite des événements qui se sont produits durant l'année 2006 en Iran.

## Gouvernements
- Guide la Révolution : Ali Khamenei
- Président : Mahmoud Ahmadinejad

## Événements

### Janvier
- 1er janvier : le président iranien, Mahmoud Ahmadinejad, accuse les nations européennes de tenter de compléter la Shoah en créant une camp juif, Israël, au Moyen-Orient. Il a ajouté que l'Europe devrait céder une partie de son territoire pour un État juif et que l'antisémitisme a une longue histoire en Europe tandis que les Juifs ont vécu pacifiquement parmi les Musulmans pendant des siècles.
- 4 janvier : un rapport de renseignement divulgué rapporte que l'Iran a réussi à acquérir l'équipement nécessaire afin de créer une bombe nucléaire ainsi que des pièces pour un missile balistique.
- 12 janvier : les ministres des Affaires étrangères du Royaume-Uni, de la France et de l'Allemagne déclarent que les négociations avec l'Iran au sujet de son programme nucléaire ont atteint une impasse. Ils recommandent que l'Iran soit déféré au Conseil de sécurité des Nations unies où la nation peut faire face à des sanctions.
- 15 janvier : le ministre des Affaires étrangères de l'Iran a annoncé qu'il tiendra une conférence afin d'évaluer la validité de la Shoah que le président Mahmoud Ahmadinejad a récemment qualifier de « mythe ».
- 16 janvier : l'Iran bannit CNN après qu'un traducteur ait mal traduit une remarque du président Mahmoud Ahmadinejad dans laquelle celui-ci défendait le droit de l'Iran à l'énergie nucléaire. Le commentaire avait été traduit comme le droit de construire des armes nucléaires.
- 19 janvier : l'Iran met en garde le monde contre une crise du pétrole si des sanctions sont imposées contre son programme nucléaire même si les États-Unis et l'Europe ont de la difficulté à obtenir un appui pour une action du Conseil de sécurité des Nations unies.
- 20 janvier : Israël annonce qu'il a des preuves que l'Iran a financé le bombardement d'un restaurant de restauration rapide à Tel Aviv et que la Syrie l'a effectué.
- 24 janvier : une bombe à Ahvaz tue six personnes et en blesse 40. Le président iranien, Mahmoud Ahmadinejad, était supposé de visiter cette ville ce jour-là, mais le voyage avait été annulé à la dernière minute. La chaîne de télévision libanaines al-Manar a rapporté que le président avait annulé son voyage à la suite d'un avertissement à propos de la sécurité. Le membre du Parlement local, Nezam Molla-Hoveyzeh, a accusé le Royaume-Uni d'être derrière l'attaque. Plus tard, le président américain, George W. Bush, a mis en garde l'Iran à la suite d'une menace de représailles contre Israël. Moqtada al-Sadr a promis de défendre l'Iran.
- 26 janvier : le président pakistanais, Pervez Musharraf, rejette les objections des États-Unis à un projet de pipeline de gaz naturel traversant l'Iran, le Pakistan et l'Inde annonçant que ce projet était dans leur intérêt économique et que, si quelqu'un veut les arrêter, il devrait les compenser, mais que, pour le moment, le projet allait de l'avant. Il a également répéter sa condamnation des frappes aériennes menées par les États-Unis dans le Nord du Pakistan qui ont tué 18 personnes, incluant des femmes et des enfants.
- 26 janvier : dans le cadre du long litige en cours concernant le programme nucléaire de l'Iran, l'ambassadeur des États-Unis en Inde, David Mulford, a mis en garde l'Inde d'appuyer le plan des États-Unis de déferrer l'Iran au Conseil de sécurité des Nations unies ou bien de faire face à l'annulation de l'entente nucléaire entre les États-Unis et l'Inde.
- 27 janvier : le président de Géorgie, Mikheil Saakachvili, s'engage à mettre fin à la crise de l'énergie de son pays en important du gaz naturel iranien. Commençant le lundi suivant, la Géorgie importera 2 millions de mètres cubes de gaz par jour au prix de 120 $ par mètre cube, 10 $ de plus que le gaz russe. L'approvisionnement de la Géorgie en gaz russe avait été interrompu le dimanche précédent par des explosions d'une pipeline. Il a accusé la Russie de sabotage dans des buts politiques.
- 31 janvier : l'Iran réagit avec colère à son renvoi devant le Conseil de sécurité des Nations unies, annonçant que les avenues diplomatiques sont fermées. L'Agence internationale de l'énergie atomique a déclaré qu'elle a des preuves dans son rapport de la réunion de jeudi que l'Iran a obtenu des documents expliquant comment mouler de l'uranium de qualité hautement enrichi dans le noyau d'ogives.

### Mars
- 31 mars : tôt le matin, un important séisme (en) a lieu dans les régions de Borujerd, de Silakhor (en) et de Dorood (en) dans la province du Lorestan.

### Avril
- 11 avril : le président iranien, Mahmoud Ahmadinejad, confirme que l'Iran a produit avec succès quelques grammes d'uranium enrichi faiblement à 3,5 %.
- 20 avril : l'Iran annonce une entente d'enrichissement de l'uranium avec la Russie impliquant une frime conjointe d'enrichissement de l'uranium en territoire russe. Neuf jours plus tard, l'Iran annonce qu'il ne déplacera pas toutes les activités en Russie, menant à la résiliation de facto de l'entente.

### Juin
- 21 juin : l'Iran est éliminé de la Coupe du monde de football après avoir perdu 3 à 1 et 2 à 0 contre le Mexique et le Portugal ainsi qu'un match nul avec l'Angola.

### Septembre
- 1er septembre : l'Iran n'arrête pas de produire de l'uranium enrichi malgré une date limite imposée par les Nations unies de mettre fin à son programme nucléaire.

### Octobre
- 26 octobre : un séisme mesurant 4,1 sur l'échelle de Richter se produit près de la ville de Sandark dans la province de Hormozgan. Aucun mort n'est rapporté.
- 27 octobre : l'Iran met en place un second réseau de centrifuges pour l'enrichissement de l'uranium.

### Novembre
- 6 novembre : l'Iran pend publiquement six ravisseurs de touristes membres d'un groupe terroriste sunnite condamnés pour l'enlèvement de touristes européens et pour vol à main armée dans la ville de Zahedan.
- 11 novembre : un haut fonctionnaire israélien insinue que l'Israël pourrait lancer une frappe préventive contre l'Iran afin de l'empêcher d'acquérir des armes nucléaires, réclamant des actions internationales plus sévères afin d'arrêter l'Iran.
- 13 novembre : deux séismes mesurant 3,8 et 3,6 sur l'échelle de Richter secouent les villes de Khaf et de Khor dans les provinces du Khorasan-e Razavi et du Khorasan méridional. Aucun mort n'est rapporté.
- 15 novembre : le président Mahmoud Ahmadinejad annonce que l'Iran célébrera bientôt une victoire nucléaire.

## Fêtes religieuses importantes
- 21 mars : Norouz, fête du nouvel an du calendrier persan

## Décès notables
- 30 juillet : Akbar Mohammadi, un étudiant activiste
- 3 novembre : Fereydoun Hoveyda, ambassadeur aux Nations unies de 1971 à 1979